# 利尼奥拉
利尼奥拉，是西班牙加泰罗尼亚莱里达省的一个市镇。 总面积29平方公里，总人口2374人（2001年），人口密度82人/平方公里。